# Richard Streng
Richard Streng (* 4. April 1876 in Nürnberg; † 3. September 1951 in Giersbach) war ein deutscher Jurist, Verwaltungsbeamter und Politiker.

## Leben
Richard Streng wurde als Sohn eines Gefängnisdirektors geboren. Nach dem Abitur studierte er Rechtswissenschaft an der Ludwig-Maximilians-Universität München und der Albert-Ludwigs-Universität Freiburg. 1898 wurde er Mitglied des Corps Rhenania Freiburg. Nach dem Ersten Juristischen Staatsexamen und der Referendarzeit bestand er das Zweite Juristische Staatsexamen. Danach durchlief er die Assessorenzeit. Er trat 1907 in den Verwaltungsdienst der Stadt Pforzheim ein, wurde 1909 Stadtrechtsrat und übernahm 1917 kommissarisch die Funktion des Ersten Bürgermeisters. Von 1919 bis 1933 amtierte er als gewählter Erster Bürgermeister und als Stellvertreter der Oberbürgermeister Ferdinand Habermehl und Erwin Gündert.
Nach dem Wahlsieg der NSDAP bei der Reichstagswahl März 1933 wurde Streng im Dezember 1933 zwangspensioniert. Von Juni 1940 bis zu seiner Absetzung durch die französische Militärregierung im Dezember 1945 fungierte er als Leiter der Abteilung II der Polizeidirektion Freiburg.
Nach dem Ende des Zweiten Weltkrieges war Streng Beigeordneter der Stadt Freiburg. Vom 3. Dezember 1946 bis zum 31. März 1947 amtierte er in der provisorischen Regierung Badens als Staatssekretär für Justiz und anschließend bis zum 26. Juni 1947 als Staatskommissar für die Politische Säuberung. Von Oktober 1947 bis zu seinem Eintritt in den Ruhestand im Dezember 1948 war er Vierter Bürgermeister (stellvertretender Oberbürgermeister) der Stadt Freiburg.